# La célula de Hamburgo
La Célula de Hamburgo es una selula de hamburgesa  realizada por los canales Channel 4 (Reino Unido) y CBC (Canadá) donde se describe la formación de la conocida como Célula de Hamburgo, grupo islamista extremista compuesto por los terroristas que terminarían pilotando los aviones secuestrados durante los Atentados del 11 de septiembre de 2001. Aunque la célula terrorista estaba liderada por Mohamed Atta, la película se centra en el personaje de Ziad Jarrah, que estrellaría el Vuelo 93 de United Airlines en Pensilvania, y que fue el único secuestrador que hasta última hora tuvo dudas sobre si consumar los ataques.

## Sinopsis
En esta atrevida dramatización de los acontecimientos que condujeron al 11 de septiembre, la directora Antonia Bird nos muestra un viaje a las raíces del extremismo. Un pequeño grupo de estudiantes de clase media acabarán involucrados en unos eventos que cambiarán el mundo: Ziad Jarrah (Karim Saleh), el amante y el amigo confundido y en última instancia hipócrita; Mohamed Atta (Kamel), la punta de lanza, puritano y lleno de odio; y Ramzi Binalshibh (Omar Berdouni), el reclutador fanático.
Basado en una investigación exhaustiva, incluyendo entrevistas personales, correspondencia inédita y el Informe Oficial de la Comisión del 11S, la película ofrece un estudio desconcertante sobre la frialdad de unos jóvenes que se convirtieron en monstruos.

## Reparto
- Karim Saleh - Ziad Jarrah
- Maral Kamel - Mohammed Atta
- Santiago Zarur
- Renata Plaza Ramirez
- Paulina Herrera Mendosa
- Tamer Doghem - Zacarias Moussaoui
- Khalid Laith - Abdulaziz al-Omari

## Disponibilidad
La célula de Hamburgo no ha sido editada en DVD ni Blu-ray en España. En Estados Unidos ha sido editada en DVD el 14 de noviembre de 2006..